# Vlădicatul Muntenegru
Vlădicatul Muntenegru a fost un stat ecleziastic care a existat între 1697–1851 în vestul Peninsulei Balcanice. A apărut în 1696, după ce otomanii au început să accepte drept conducători ai sangeacului Muntenegru pe mitropoliții ortodocși din Cetinje, cu titlul de vlădică, în locul pașalelor musulmane, teritoriul dobândind astfel autonomie în raport cu Imperiul Otoman. Statul a beneficiat la început de protecția Veneției, și apoi de cea a Imperiului Rus. În 1851, urma să devină vlădică Danilo I, dar acesta a divizat funcția între rolul său ecleziastic, de episcop ortodox și cel civil, de principe, el devenind principe și fostul său rival, Pero, devenind episcop, statul fiind atunci proclamat principatul Muntenegrului.